# Kosmos 481
Kosmos 481 (rusky Космос 48) byl sovětský satelit ze série satelitů Dněpropetrovský sputnik typu a čísla DS-P1-Ju No. 46 vypuštěný v roce 1972. Jednalo se o objekt s hmotností 375 kg, vyrobila ho konstrukční kancelář „Južnoje“, který sloužil jako testovací radarový kalibrační cíl pro testy antibalistických střel.

## Vypuštění
Kosmos 481 byl úspěšně vynesen na oběžnou dráhu 25. března 1972 v 10:39:59 UTC. Start proběhl z rampy 133/1 na kosmodromu Pleseck na nosné nosné raketě Kosmos-2I.

## Oběžná dráha
Po dosazění oběžné dráhy byl satelit pojmenován tradičním označením Kosmos, bylo mu přiřazeno katalogové číslo 05906 a COSPAR označení 1972-020A.
Kosmos 481 byl padesátým prvním satelitem typu DS-P1-Ju z celkově sedmdesáti devíti, které měly být vypuštěny a čtyřicátý šestý, který se úspěšně dostal na oběžnou dráhu. Byl pozorován na dráze s apsidou ve výšce 262 km, apogeem ve výšce 478 km, se sklonem dráhy 71° a doba oběhu 92 minut. Na oběžné dráze zůstal do 2. září 1972, kdy zanikl v atmosféře